# Friedeburg (Dolna Saksonia)
Friedeburg – gmina samodzielna (niem. Einheitsgemeinde) w Niemczech, w kraju związkowym Dolna Saksonia, w powiecie Wittmund. Gmina położona jest ok. 14 km na południe od miasta Wittmund i ok. 20 km od Wilhelmshaven.

## Dzielnice
| - Abickhafe - Bentstreek - Dose - Etzel - Friedeburg - Hesel | - Hoheesche - Horsten - Marx - Reepsholt - Upschört - Wiesede - Wiesedermeer |